# Beat It
A Beat It Michael Jackson amerikai énekes egyik legismertebb dala, a harmadik kislemez 1982-ben megjelent, Thriller című albumáról. A kislemez 1983. február 14-én jelent meg és az év egyik legsikeresebb kislemeze lett. A dalhoz készült videóklipben Jackson két utcai bandát békít ki egymással a zene és tánc segítségével. A gitárszólót a dalban Eddie Van Halen játszotta, de ő a klipben nem jelenhetett meg, mert lemezkiadója nem engedte; Dallasban azonban fellépett Jacksonnal és testvéreivel a Victory turné során.
A dal Grammy-díjat nyert az év felvétele és a legjobb rockdal férfi előadótól kategóriában, emellett két American Music Awardsot is kapott. A dal és videóklipje hozzájárult ahhoz, hogy a Thriller minden idők legnagyobb példányszámban elkelt albuma legyen. A kislemez 1989-ben platinalemez lett az Egyesült Államokban. A dal a Rolling Stone minden idők 500 legjobb dalát felsoroló listáján a 344. helyre került, a minden idők 100 legjobb gitáros dala közt a 81. helyet érte el. Megjelenése óta a dalt számos énekes feldolgozta. A Vissza a jövőbe II című filmben is szerepel.

## Közreműködők
- Vincent Paterson és Michael Peters, a két harcos bandavezér

## Számlista
12" maxi kislemez (Epic TA 3258)
1. Beat It – 4:18
2. Burn This Disco Out – 3:38
3. The Jacksons – Don’t Stop ‘til You Get Enough (Live Version) – 4:22

12" kislemez
1. Beat It – 4:18
2. Working Day and Night – 5:14

12" kislemez (promó, Mexikó)
1. Billie Jean – 6:22
2. Largate (Beat It) – 5:41

7" kislemez (Epic A 318402)
1. Beat It – 4:18
2. Get on the Floor – 4:44

Visionary kislemez
CD
1. Beat It
2. Beat It (Moby’s Sub Remix)

DVD
1. Beat It (videóklip)

## Hivatalos remixek, változatok
- Album version – 4:18
- Extended version – 5:41
- Moby’s Sub Mix – 6:11
- Live from Live at Wembley July 16, 1988 – 6:45
- 2008 Version with Fergie – 4:11
- Beat It / State of Shock (Immortal version) – 3:09